# Typhaeus
Typhaeus es un género de coleóptero de la familia Geotrupidae.

## Especies
Las especies de este género son:
- Typhaeus fossor
- Typhaeus hiostius
- Typhaeus lateridens
- Typhaeus momus
- Typhaeus typhoeoides
- Typhaeus typhoeus